# Leptoctenopsis melusina
Leptoctenopsis melusina är en fjärilsart som beskrevs av Louis Beethoven Prout 1910. Leptoctenopsis melusina ingår i släktet Leptoctenopsis och familjen mätare. Inga underarter finns listade i Catalogue of Life.